# Наксалиты

Флаг индийских наксалитов

Наксалиты (хинди नक्सलवाद) — неофициальное название вооружённых коммунистических, преимущественно маоистских, группировок в Индии. Название происходит от местности, где произошли первые выступления. Значительная часть терактов наксалитов приводит к человеческим жертвам: в 2010 году в Индии наксалиты осуществили 2212 терактов, унесших жизни 1003 человек.
Повстанцы отстаивают свою самобытную версию маоизма, поскольку в 1976 году они отмежевались от смены курса политики КНР. Тем не менее районы их действия окружают Индию «красным поясом» с востока от Индийского океана до КНР, что геополитически выгодно Китаю. Своей ближайшей целью повстанцы видят создание на территории Индии самоуправляемых «свободных зон». Наксалиты действуют на территории 20 из 28 индийских штатов.
Некоторые российские аналитики утверждают, что на долю наксалитов приходится половина совершаемых в Индии терактов. Утверждается, что мишенью террористов являются полицейские, и за историю движения от рук наксалитов погибло около 6 тыс. силовиков. Наксалиты провозглашают себя «защитниками бедных слоёв населения» и борются с «помещиками, эксплуатирующими труд крестьян».
Индийские полицейские силы неоднократно проводили специальные операции с целью подавить террористическое движение. Обсуждается привлечение к борьбе с наксалитами армейских подразделений, однако решающих успехов правоохранительным органам добиться до сих пор не удалось.
В Индии наксалиты официально объявлены террористами. Растущее влияние наксалитов заставило премьер-министра Индии Манмохана Сингха объявить их самой серьёзной внутренней угрозой государственной безопасности Индии.

## История
В Западной Бенгалии коммунисты, испытав сильное маоистское влияние, считали, что прямое крестьянское вооружённое восстание приведёт к социализму.
В марте 1967 года началось восстание жителей деревни Наксалбари, поддержанное левым крылом Коммунистической партии Индии (марксистской) во главе с Чару Мазумдаром и Кану Саньялом: 150 членов Коммунистической партии Индии изъяли всё зерно местного землевладельца. К 1971 году левое крыло Коммунистической партии Индии (марксистской) вышло из партии и создало Коммунистическую партию Индии (марксистско-ленинскую) для борьбы с ревизионизмом внутри индийского коммунистического движения.
Чару Мазумдар сумел обеспечить идеологическое руководство движением наксалитов под лозунгами маоизма. Помимо крестьян, эта идеология привлекла часть городской элиты. С 1967 года в сельскую местность стали приезжать учителя, врачи и т. п., которые приобщали крестьян к идеям маоизма. В 1966 году началась Культурная революция в Китае. В Пекине считали распространение идей Мао по миру одной из важнейших задач.
Восстание наксалитов за земельный передел, в ходе которого более 300 тысяч акров земли было изъято у крупных землевладельцев и перераспределено среди сельской бедноты, быстро перешагнуло границы Западной Бенгалии и перекинулось на соседние штаты. Наиболее обширная «освобождённая зона» возникла в штате Андхра-Прадеш. Она включала в себя территорию площадью более 500 кв. миль, на которой было расположено более 300 деревень, и состояла из двух «красных районов», соединённых узким коридором. Решающую роль в крестьянском движении здесь играли племена джатана и савару. Партизанская война разгорелась также в Карнатаке, Андхра-Прадеше, Ориссе, Бихаре и других регионах Индии. О масштабах движения говорят следующие цифры — в 1971 году наксалиты совершили более 3650 терактов и убили 850 «классовых врагов» (землевладельцев, ростовщиков, полицейских информаторов, членов других партий).
Хотя основные силы КПИ(м-л) были разгромлены в 1970-х годах силами центрального правительства при поддержке левых властей Западной Бенгалии, лозунги наксалитов в 1990-х годах были подхвачены в населённых малыми народами районах Андхра-Прадеша и в ряде округов Мадхья-Прадеша и Махараштры. На месте единой КПИ(м-л) возникла почти сотня мелких наксалитских группировок. Почти в каждом «освобождённом» районе был создан свой ЦК независимой наксалитской партии. Неоднократные попытки вновь объединить хотя бы основные течения наксалитизма в единую партию положительного эффекта не дали.

Карта Индии, показывающая активность наксалитов

После провала коммунистического наксалитского восстания 1971 года в Калькутте, когда помимо прочего началась активная борьба между двумя частями расколовшейся Коммунистической партии Индии (марксистской) — собственно КПИ(м) и Коммунистической партии Индии (марксистско-ленинской), Левый фронт вернулся к власти в 1977 году. По мнению ряда исследователей, была достигнута секретная договорённость, что КПИ (марксистская) управляет Бенгалией, но даёт повстанцам фактическую возможность создавать лагеря на территории штата, за это повстанцы обещали не вести вооружённую борьбу на территории Западной Бенгалии, используя эти лагеря лишь для подготовки, перегруппировки, отдыха и лечения, занимаясь террором против помещиков и зажиточных крестьян в других штатах Индии.
Правительство коммунистов столкнулось с необходимостью проводить индустриализацию. Но крестьяне, протестуя против строительства в штате крупных промышленных объектов и обязательного выкупа земли под них, организовали советы и создали «освобождённые» районы, изгнав силы армии, полиции, гражданскую администрацию, а заодно и партийные организации (вместе с членами семей). После некоторых колебаний маоисты примкнули к повстанцам…
Только начиная с 1993 года борьба наксалитов обрела второе дыхание. Ведущие фракции КПИ(м-л) сумели договориться о координации боевых действий, защите арестованных наксалитов в суде, обмене боеприпасами и медикаментами. Был установлен контакт с другими ненаксалитскими повстанческими движениями в Индии и соседних странах, такими как Социалистический совет Нагаленда и Объединённый фронт освобождения Ассама, непальскими маоистами, Тиграми освобождения Тамил Илама. И сегодня в штатах Западная Бенгалия, Бихар, Джаркханд, Чхаттисгарх, Махараштра и Андхра-Прадеш существуют контролируемые революционерами территории.

## Политические организации наксалитов
В Индии есть три основных типа маоистских организаций. С одной стороны, есть группы, либо уже ведущие вооружённую борьбу, либо поддерживающие идею участия в вооружённой борьбе немедленно или после кратких приготовлений. С другой стороны — группы, которые отказались от идеи народной войны и сосредоточились на борьбе легальным, парламентским путём, среди которых наиболее заметна Коммунистическая партия Индии (марксистско-ленинская) — «Освобождение» (названа так же, как и центральный орган партии, еженедельная газета «Освобождение»).
Между ними находится большая группа промежуточных организаций, идеология многих из которых называется «революционной линией масс» или «линией масс Мао Цзэдуна». Большинство этих групп поддерживают «народную войну» в определённые моменты, но считают, что для неё ещё не созрели объективные и субъективные условия, по меньшей мере, в большей части страны. К группам «линии масс» принадлежат: Реорганизационный центр компартии (м-л), КПИ(м-л) — «Новая демократия», КПИ(м-л) — «Красное знамя» и др.
Крупнейшая по состоянию на 2010 год группа, ведущая вооружённую борьбу, — Коммунистическая партия Индии (маоистская), была создана в 2004 году в результате слияния основанной в 1980 году боевой фракции КПИ(м-л)-«Народная война» и существующего с 1969 года Маоистского координационного центра (Индия), никогда не входившего в КПИ(м-л) и ведшего вооружённую борьбу в основном в Бихаре и Джаркханде.
«Народная война» действовала во многих штатах, но особенно сильной была в штате Андхра-Прадеш, где располагала 54 «лесными отрядами» — даламами (ещё 12 действовало в Мадхья-Прадеш, Махараштре, Чхаттисгархе, Бихаре, Джаркханде, Уттар-Прадеш, Карнатаке, Тамилнаде, Ориссе и Керале). По данным полиции, в ней состояло помимо «более 5000 легальных активистов», 1100 полноправных «подпольных кадров», из которых женщины составляют 30 %. Каждый из даламов включает 9-12 членов. По сведениям полиции Андхра-Прадеш, эта группа на пике своей деятельности в 1997 году имела 74 далама.
КПИ (маоистская) проводит периодические военные тренировки, включая выработку навыков ведения войны в джунглях. Её кадры преуспели в повстанческих техниках вроде закладывания мин и нападений из засады. Арсенал включает тысячи автоматов Калашникова, пистолетов, двуствольных и одноствольных ружей. Несколько сот политических лидеров из правящих партий, таких как Телугу Десам Парти, Индийского национального конгресса, БДП, КПИ и КПИ(м), а также много зажиточных землевладельцев, торговцев, ростовщиков, просто представителей высших каст было убито маоистами за последние 10 лет.
Пресса отмечает, что маоисты превратили Джаркханд, холмистый район, бывший частью Бихара, а потом отделившийся в самостоятельный штат, в «Лалкханд» (Лал означает «красный»). Основой их тактики стала поддержка отсталых языческих племён — коренных народов, традиционно находящихся вне индийского общества с его кастовой системой и живущих в труднодоступных местах. КПИ (маоистская) находится в перманентном состоянии войны с бригадами сельской самообороны Ранвир Сена. Всего отряды КПИ (маоистской) насчитывают, по их данным, 40 тысяч сторонников.
Считается, что финансирование деятельности маоистов осуществляется пожертвованиями подрядчиков, торговцев, бизнесменов, специалистов вроде докторов, адвокатов, бухгалтеров и даже правительственных чиновников, достигающими сотен миллионов рупий в год. СМИ это называют рэкетом.
Напротив, отказавшаяся от вооружённой борьбы в 1970-х годах КПИ(м-л) «Освобождение» (Liberation) сосредоточена на экономической борьбе и парламентской деятельности. Она, будучи крупнейшей группой КПИ(м-л) (несколько десятков тысяч членов партии, около 250 тысяч кандидатов), претендует быть главным продолжателем исходной КПИ(м-л). Она влилась в действующую избирательную систему и годами заявляет о своём дистанцировании от леваческого насилия. Она действует во многих штатах, включая Ассам, Западную Бенгалию и Бихар, где неоднократно имела своих депутатов в Законодательном собрании штата.
КПИ(м-л) «Освобождение» руководит пятью массовыми организациями — Всеиндийской студенческой ассоциацией, крестьянской организацией Бихар Прадеш Касан Сабха, Всеиндийским координационным комитетом профсоюзов, Всеиндийской прогрессивной женской ассоциацией и Джан Санскритик Манч.

## Западная Бенгалия
В 2007—2010 годах в Западной Бенгалии фактически сложился блок политических сил, выступающих против коммунистического правительства Левого фронта. Специалисты и ряд СМИ утверждают, что осуществлялась координация действий между либеральной оппозицией во главе с партиями Тринамул Конгресс и ИНК и наксалитами.

## Теракты2010 года
6 апреля 2010 года наксалиты провели два крупнейших за последнее время нападения, убив 76 полицейских и ранив около 50. В нападении участвовали до тысячи наксалитов.
17 мая 2010 года наксалиты подорвали автобус на дороге Дантевда-Сухма в Чаттисгархе, убив 26 полицейских и 20 гражданских лиц.
28 мая 2010 года в штате Западная Бенгалия на территории племён, где сильно влияние наксалитов, был пущен под откос пассажирский поезд Ховра — Мумбаи, в результате чего погибло более 100 человек. Маоисты, однако, заявили, что к крушению поезда непричастны, а следствие заявило, что поезд потерпел крушение вследствие не подрыва, а переключения стрелки..
29 июня 2010 года были убиты не менее 26 сотрудников индийских центральных резервных полицейских сил в районе Нараянпур в Чаттисгархе.

## Документальные фильмы
- Пылающий след / Blazing Trail (недоступная ссылка) Коммунистическая партия Индии (маоистская) 2004
- Росчерки судьбы, 2003, х/ф
- Порочный круг, 2012, х/ф